# Смртићи (Соколац)
Смртићи су насељено мјесто у општини Соколац, Република Српска, БиХ. Према попису становништва из 1991. у насељу је живјело 64 становника.

## Географија
Насеље се састоји од засеока Горњи Смртићи и Доњи Смртићи.

## Становништво
| Демографија | Демографија | Демографија |
| Година      | Становника  | Становника  |
| ----------- | ----------- | ----------- |
| 1991.       | 64          |             |